# HEMK1
HEMK1‏ (HemK methyltransferase family member 1) هوَ بروتين يُشَفر بواسطة جين HEMK1 في الإنسان.